# Alfonso lavallée

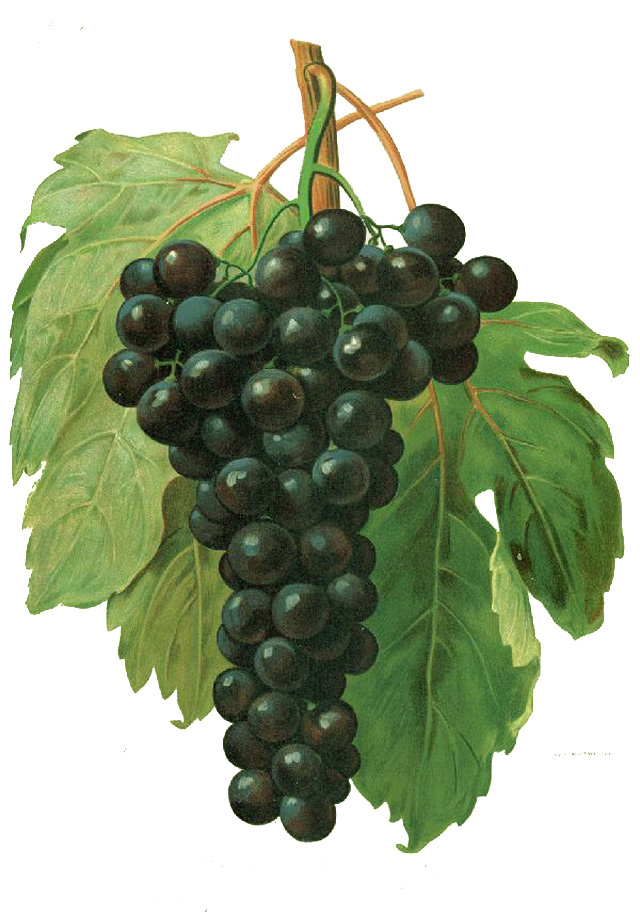
Racimo de alfonso lavallée en la obra de Viala y Vermorel.

La alfonso lavallée es una uva de mesa francesa. Se cree que fue originada aproximadamente en 1860 por un viverista de Orleans llamado Alphonse Lavaillée.
Es producto de un cruce entre la moscatel de Hamburgo y la dodrelyabi.
De su cruce con la flame tokay salió la uva cardinal.

## Regiones
En Francia, llegó a haber 5.255 ha en 1970, aunque el cultivo de otras cepas hizo que en 1994 hubiera 2.800 ha.

En el resto de Europa está presente en varios países. Con datos de 1997, había unas 1000 ha en Italia, unas 800 ha en Portugal y unas 300 ha en Rumanía.
Con datos de 1997, había 2.700 ha en California (Estados Unidos), 3.480 ha en Chile y 900 ha en Argentina. En Sudáfrica había 850 ha, en Marruecos había 380 ha. En Israel había 600 ha. También está presente en Turquía.

## Sinónimos
Los sinónimos de esta variedad son: alphonse lavallée (en Francia), afrikai szoeloe, alfons, alfons lavale, alfons lavalle, alfons lavare, alfons lavele, alfonse lavalle, almería negra, alphonse lavale, alphonse lavallee, crni alphonso lavallee, ansleys large ova, barbarou, black marocco, black muscadel, blaue geisdutte, blaue, oliventraube, blauer damascener, cespljevna, enfes, entes, garnacha roja, garnacha roya, gro gilom, gros, guillaume, gros noir, grosse guillaume, grosse noi, karatopalak, moltge, oktyabrskii, pennington hall, hamburgh, persia, prince royal albert, raisin d afrique, raisin du Jerusalem, raisin st. antoine, ribier, ribier noir, rimpie, royal, royal albert, royal emile, royal emile terhyden, royal rojo, royal terheyden, seacliffe black, slivovii, slivovyi, slyovy y slyvovy.